# نتوكوزو سيخاخانى
نتوكوزو سيخاخانى (بالإنجليزية: Ntokozo Sikhakhane)‏ (28 مارس 1983 بديربان في جنوب أفريقيا - ) هو لاعب كرة قدم جنوب أفريقي في مركز الوسط. لعب مع بيدفيست ويتس ونادي كايزر تشيفز ونادي أمازولو ونادي بلومفونتين سيلتيك.

## وصلات خارجية
- نتوكوزو سيخاخانى على موقع قاعدة بيانات كرة القدم.إي يو (الإنجليزية)